# Bootstrapping (Programmierung)
Bootstrapping (auch Ureingabe) bezeichnet in der Programmierung den Prozess, mit einfachen Entwicklungswerkzeugen mächtigere zu programmieren.
Die einfachste Umgebung ist etwa ein sehr grundlegender Texteditor und ein Assembler. Mit diesen Werkzeugen kann man einen komplexeren Texteditor und einen einfachen Compiler für eine höhere Programmiersprache schreiben, und so weiter, bis man eine grafische integrierte Entwicklungsumgebung und eine sehr hohe Programmiersprache hat.
Compiler für eine Programmiersprache X werden oft in derselben Programmiersprache X geschrieben (Beispiele: Fast alle C-Compiler, Free Pascal, PyPy, Glasgow Haskell Compiler). Damit ergibt sich ein Henne-Ei-Problem: Wie wird der neue Compiler erstmals kompiliert? Mögliche Wege sind:
- Ein weiterer Compiler für X wurde in einer anderen Programmiersprache Y geschrieben.
- Frühere Versionen des Compilers wurden in einer Teilmenge von X geschrieben, für die ein anderer Compiler existierte.
- Der Compiler für X ist cross compiled von einer anderen Architektur, auf der ein Compiler für X existiert.
- Der Compiler wurde von Hand kompiliert und möglicherweise hinterher auf seinen eigenen Quellcode angewendet. Das bedeutet, dass ein Programmierer den Compiler in eine Hardware-nähere Sprache bringt, zum Beispiel mit Hilfe der Befehlssatzarchitektur in Assemblersprache.[2]
- Der Compiler hat sich selbst mithilfe eines Interpreters, der in einer anderen Sprache Y geschrieben wurde, kompiliert.[2]

## Notation

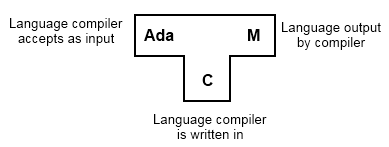
Bartman-Diagramm

Um den Prozess des Bootstrappings grafisch darzustellen, wird das sogenannte Bartman-Diagramm verwendet. Im nebenstehenden Diagramm wird ein Compiler für Ada in C geschrieben, der Code in Maschinensprache erzeugt.

## Etymologie
Im Englischen existiert spätestens seit dem frühen 19. Jahrhundert der Ausdruck to pull oneself up by one's bootstraps oder to pull oneself over a fence by one's bootstraps (sich an den eigenen Stiefelschlaufen hochziehen bzw. über einen Zaun ziehen) als Bezeichnung für die Lösung einer inhärent unlösbaren Aufgabe, insbesondere einer solchen, bei der – wie bei der oben erwähnten Compiler-Kompilierung – ein Henne-Ei-Problem besteht.
Häufig wird in diesem Kontext auch die Geschichte erwähnt, in der Baron Münchhausen sich (unmöglicherweise) selbst aus dem Sumpf zieht, allerdings benutzt er dafür seinen Haarzopf und keine Stiefelschlaufe.
Der Begriff des Bootens geht ebenfalls auf „Bootstrapping“ zurück.